# استجابة الكر أو الفر

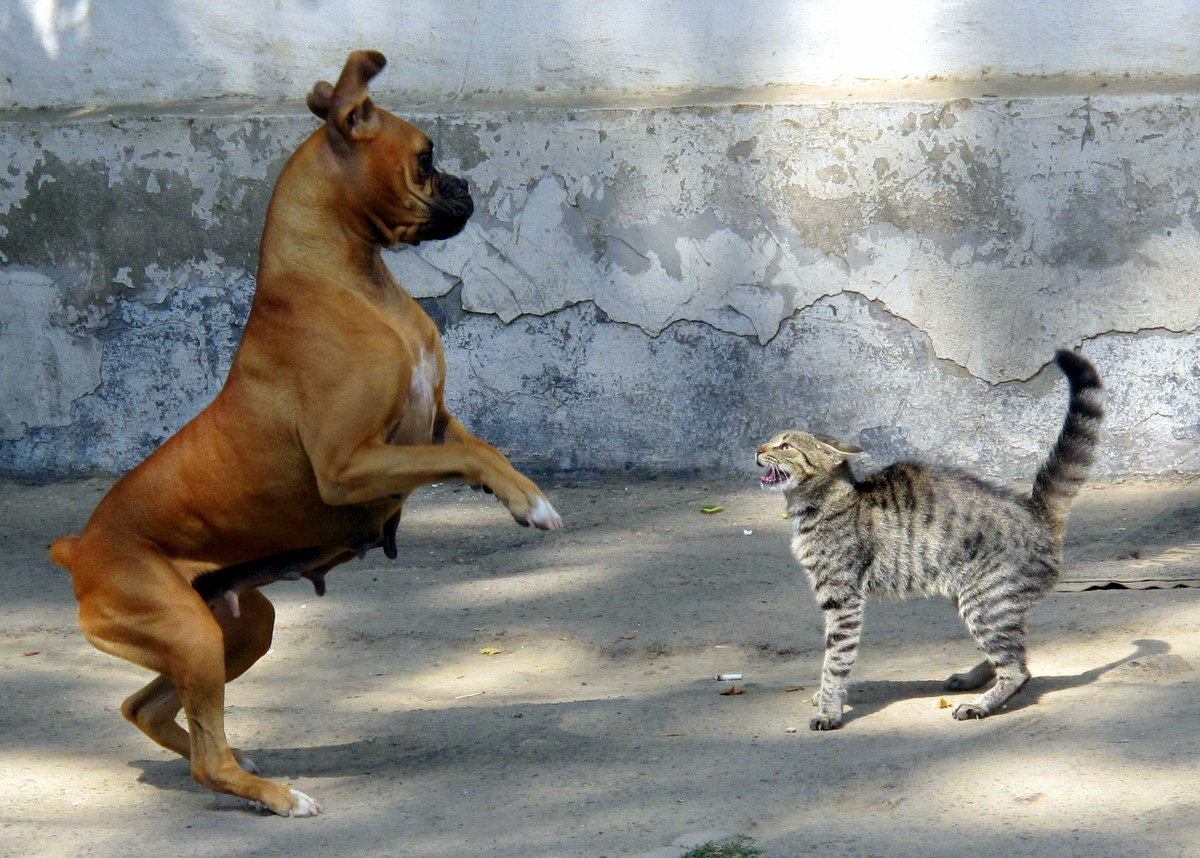

نظرية الكر والفر (بالإنجليزية: fight-or-flight response) وصفت لأول مرة من قبل والتر كانون في 1915. نظريته تقول أن الحيوانات تتفاعل للخطر بطريقة استنفاذ عام للجهاز العصبي الودي sympathetic nervous system، مما يجعل الحيوان مستعدا للقتال أو الهروب. تم التعرف على هذه الاستجابة فيما بعد بأنها المرحلة الأولى لحالة التعود العامة التي تنظّم استجابات الإجهاد Stress في الحيوانات الفقارية وبعض الكائنات الأخرى .